# Torfou (Essonne)
Torfou je francouzská obec v departementu Essonne, v regionu Île-de-France, 37 kilometrů jihozápadně od Paříže.

## Geografie
Sousední obce: Boissy-sous-Saint-Yon, Avrainville, Lardy a Chamarande.

## Vývoj počtu obyvatel
Počet obyvatel